# فلوئورید کروم (VI)
فلوئورید کروم(VI) (به انگلیسی: Chromium(VI) fluoride) با فرمول شیمیایی CrF۶ یک ترکیب شیمیایی با شناسه پاب‌کم ۵۴۶۰۷۴۰ است. که جرم مولی آن ۱۶۵٫۹۸۷ g/mol می‌باشد. 